# Hans Granqvist
Hans Erik Granqvist, född 23 september 1924 i Blötberget, Ludvika församling i dåvarande Kopparbergs län, död 27 juli 2015 i Jönköpings Kristina-Ljungarums församling, var en svensk journalist, utrikeskorrespondent, författare och översättare. 
Hans Granqvist studerade vid Sorbonne och i Uppsala 1946–1950. Han var amanuens vid Utrikespolitiska Institutet 1950–1956, Pariskorrespondent för skandinaviska tidningar 1957–1963 och för Aftonbladet 1964–1965. Han var Hongkongkorrespondent för Sveriges Radio och skandinaviska tidningar 1966–1976. Åren 1969–1974 var han VD för Galan Trading Co. Från 1976 verkade han som lärare i meditation.
Han var sedan 1985 till sin död gift med Dolly Swahn och därigenom styvfar till Katarina von Bredow.